# Vitalisnacht
In der Hersfelder Vitalisnacht vom 27. auf den 28. April 1378, sehr wahrscheinlich aber erst in der Nacht danach, versuchte der Abt des Stiftes Hersfeld, Berthold II. von Völkershausen, mit Hilfe des Sterner Ritterbundes die Herrschaft über die Stadt Hersfeld zu erlangen. Durch einen vorher zugestellten Fehdebrief schlug der Überfall allerdings fehl.
Der 28. April ist der Gedenktag des Märtyrers und Heiligen Vitalis, woher die Begebenheit auch ihren Namen hat. Es handelt sich um ein sogenanntes Schlachtengedenken im Sinne von Klaus Graf.

## Datumsüberlieferung
Der unten zitierte Fehdebrief ist nicht im Original erhalten, wird aber in mehreren geschichtlichen Werken zitiert. Danach wurde der Fehdebrief erst am 28. April ausgestellt und wohl auch zugestellt. Somit können die Auseinandersetzungen erst nachts am 28. April und morgens am 29. April stattgefunden haben. Auch die Klage der Stiftsherren gegen die Stadt spricht für diesen Zeitraum, an St. Vitalis nachts. So schrieb der Spitalsmeister Johann von Baumbach, „daz sie (die Hersfelder Bürger) ste. Vitalis nacht“ gewaltsam in sein Haus eingedrungen seien. In den „Nachrichten und Urkunden zur Chronik von Hersfeld“ Band 1 von Louis Demme wird Johannes Nuhn zitiert „uff St. Vitalis nacht sollte der anfall geschehen“.

## Vorgeschichte
Um das Jahr 1370 herum wuchs der Einfluss der Landgrafen von Hessen und Thüringen auf das Fürstentum Hersfeld. Die Stadt Hersfeld schloss 1373 ein Bündnis mit dem Landgrafen von Hessen, während sich Abt Berthold mit dem Bistum Mainz verbündete. Um seinen schwindenden Einfluss auf die Stadt wiederherzustellen, verbündete sich der Abt außerdem mit dem Sternerbund, der aus Rittern und Grafen bestand, die sich wiederum gegen den Landgrafen von Hessen vereint hatten. Der Sternerkrieg endete jedoch 1373 mit einem Sieg des Landgrafen.

## Der Plan
Abt Berthold wollte die Stadt mit einem „Enthauptungsschlag“ führerlos machen. Dafür versteckte er mehrere bewaffnete Sterner in der Stadtwohnung seines Dekans. Der Dekan selber sollte die Stadträte und Schöffen zu einer privaten Feier einladen. Sobald die Stadtoberen betrunken gewesen wären, sollten die Sterner diese töten und danach die Stadttore besetzen. Am frühen Morgen sollten dann die Ritter die unverteidigte Stadt besetzen.
Bertolds Plan scheiterte bereits früh, da der Ritter Simon von Haune, Abends am 28. April einen Fehdebrief an die Stadtoberen versendete. Er schrieb:
„Wisset ihr von Hersfeld, daß ich Simon von Hune

Ritter, eurer und der eueren Feind seyen will, mit allen

meinen Helfern und Bundesgenossen und will euch nicht

allein nach dem Gut stehen, sondern nach Leib, Ehr und

Gut, und will das diese Nacht thun, darnach habt euch

zu richten. Datum unter meinem Insiegel auf St. Vi-

talis Abend A. D. 1378.“
Vermutlich betrachtete von Haune es als seine Pflicht als Ritter, seine ehemaligen Freunde in der Stadt nicht heimlich wie ein Räuber zu überfallen. Dadurch waren die Bürger aber gewarnt und die Stadtwachen stürmten daraufhin die Wohnung des Dekans und verhafteten die dort versteckten Ritter. Noch in derselben Nacht wurden diese durch ein Schnellgericht verurteilt und hingerichtet. Danach besetzten die Bürger den Stiftsbezirk, der aber menschenleer war, da sich Berthold und seine Wachen bereits außerhalb der Stadt mit den Sternern vereint hatten.
Als die Ritter am Morgen von Westen, aus Richtung des Finstertals (am Tageberg) her, die Stadt angriffen, trafen sie statt auf offene Tore auf verteidigungsbereite Stadtmauern. Beim Versuch, die Mauern zu stürmen, wurde einer der Anführer, Eberhard von Engern, von einem Armbrustbolzen am Kopf getroffen und getötet. Danach brachen die Sterner den Angriff ab und zogen sich in das Abtsschloß zu den Eichen und die ebenfalls damals befestigte Propstei Johannesberg zurück. Von dort aus zerstörten sie weitere fünf Tage die Umgebung der Stadt. Sie zerstörten die steinerne Brücke über die Fulda, das Dorf Oberrode und die Mühlen außerhalb der Stadt. Felder, Wiesen, Gärten wurden verwüstet und Weinreben, Obstbäume und Wälder gefällt, selbst das Vieh nahmen sich die Sterner mit. Bürger, die außerhalb der Stadt angetroffen wurden, mussten um ihr Leben fürchten. Die Sterner erschlugen elf Bürger, erhängten neun, zwei wurden gerädert und einer ertränkt. Selbst auf Frauen und Mädchen nahm man keine Rücksicht, es kam zu sexuellem Missbrauch.
Die Stadt verklagte die Angreifer daraufhin vor dem König und gab den Schaden mit 40.000 Gulden an. Nach dem Urteil musste der Abt 10.000 Mark und jeder der achtzehn beteiligten Ritter 400 Silbermark Strafe zahlen.

## Nachwirkungen
Trotz des Erfolges der Hersfelder gingen beide Seiten als Verlierer aus dem Kampf hervor. Das Verhältnis zwischen der Stadt und der Abtei war auf Generationen gestört.
Die Stadt hatte schon am 28. Januar 1373 ein Schutzbündnis mit dem Landgrafen von Hessen abgeschlossen und die Abtei folgte mit einem Erbschutzvertrag im Jahre 1432. Spätestens ab dieser Zeit war das Reichsstift Hersfeld von den hessischen Landgrafen abhängig. Nach dem Deutschen Bauernkrieg, in dem das Stift auf die Hilfe des Landgrafen angewiesen war, erhielt dieser die Hälfte der Stadt und weitere Teile des Stiftsgebietes. Die Stadt verlor schließlich nach 1606 mit der Übernahme der Administration der Abtei durch die hessischen Landgrafen ihre Funktion als Residenzstadt und stieg zu einer von vielen Landstädten der Landgrafschaft Hessen ab.

### Vitaliskreuz

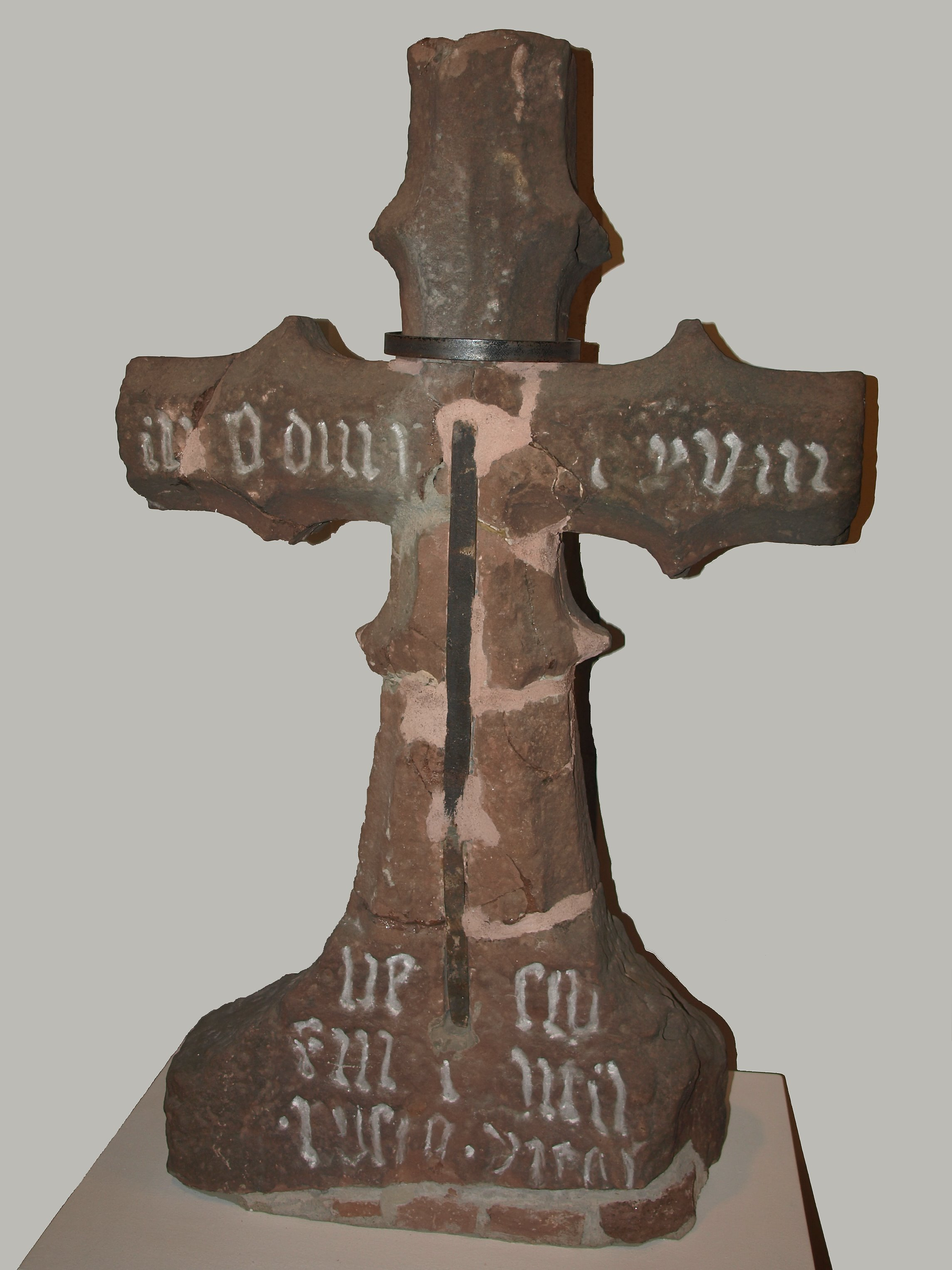
Das Vitaliskreuz mit der Inschrift. Sie ist wegen der Zerstörung im Jahr 1960 nur schwer zu entziffern

An dem Ort, wo die Sterner die äußere Stadtmauer übersteigen wollten, stellen die Hersfelder auf der Mauerkrone das Vitaliskreuz auf. Es ist ein Erinnerungs- bzw. ein Sühnekreuz aus Sandstein. Es ist 121 cm hoch, 74 cm breit und 17 cm tief. Sowohl Kopf, Arme und der Schaft haben einen achtkantigen Querschnitt mit jeweils dornartigen Spitzen. Am Fuß verbreitert sich der Schaft, somit hat das Kreuz eine typische Form eines gotischen Giebelkreuzes, das so auf dem Westgiebel einer Kirche oder einer Kapelle gestanden haben könnte. Als Ursprungsort kämen hier der Stiftsbezirk, die Propstei Petersberg als auch die Klauskirche in Frage. Alle drei Orte wurden während des Sternerkrieges bzw. der Auseinandersetzungen zwischen der Stadt und dem Abt stark verwüstet.
Auf den Kreuzarmen steht in gotischen Minuskeln ANno DoMini MCCCLXXVIII (übersetzt: Im Jahre des Herrn 1378), und auf der Basis des Kreuzes Kreuzes ISTIC HERSFELDis FUIT TRADITA NOCTE VITALis (übersetzt: dahier ward Hersfeld verraten in der Vitalsnacht).
Als die äußere Stadtmauer in den 1860er Jahren niedergelegt wurde, wurde das Kreuz an gleicher Stelle wieder aufgestellt. 1878 wurde das Kreuz auf einem neu errichteten Sockel gestellt. Dazu steht auf dem Sockel neben zwei Texten in deutscher Sprache ein von Konrad Duden verfasstes lateinisches Chronogramm das die Jahreszahl 1878 ergibt. Auf der gegenüberliegenden Seite steht ein weiterer lateinischer Text. Es ist ein weiteres gereimtes Chronogramm (Chronostichon), ein leoninisch gereimter Pentameter: Vespera VItaLIs CrVX saCra pLena MaLIs (übersetzt: Der Abend des Vitalis, heiliges Kreuz, war voller Übel). Dieser Reim ist bedeutend älter und stammt vermutlich von einer Tafel an oder unter dem Kreuze als es noch auf der Stadtmauer stand.

## Sonstiges
Eine Hauptstraße von Bad Hersfeld trägt heute den Namen „Simon-Haune-Straße“. 1973 wurde die „Vitalisklinik“ als Rehabilitationsklinik für Verdauungs- und Stoffwechselkrankheiten gegründet.